# متتالية عشوائية

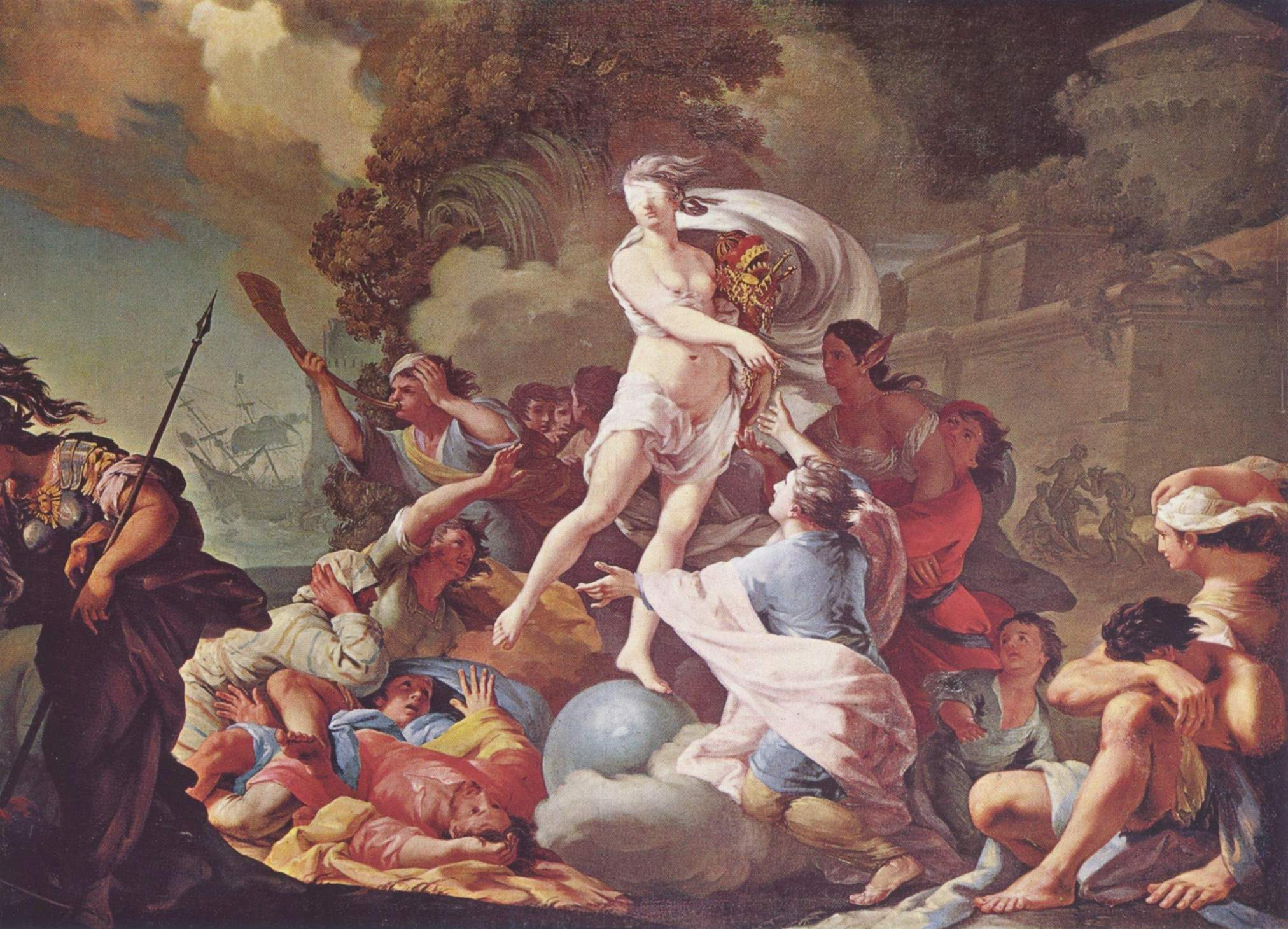
فورتونا, إلهة الحظ كما وُصفت من قبل Tadeusz Kuntze, في عام 1754.

مفهوم المتتالية العشوائية (بالإنجليزية: Random sequence)‏ مهم جدا في نظرية الاحتمال والإحصاء.

## التاريخ
يعتبر إيمل بورل واحدا من أوائل علماء الرياضيات الذين درسوا العشاوة, حيث تطرق إلى هذا المفهوم في عام 1909.

## مقاربة عصرية
في منتصف ستينات القرن العشرين، اقترح كل من أندريه كولموغوروف ودونالد لوفلاند، كل واحد بمعزل عن الآخر, ...